# Аполлос (Байбаков)
Архієпископ Аполлос (Андрій Дмитрович Байбаков; 1737, село Змітнів, Чернігівський полк − † 14 травня 1801, Архангельськ) — український церковний діяч, теоретик поезії, педагог, богослов другої половини XVIIIст. Ректор Московської духовної академії (1783—1791 рр.).
Єпископ Російської православної церкви (безпатріаршої).

## Життєпис
1757–1767 рр. навчався у Московській Слов'яно-греко-латинській академії, з 9 лютого 1768 — 26 березня 1770 рр. — на філософському факультеті у Московському університеті.
1770 р. — працював коректором при університетській типографії, з 1772 — вчитель поетики та риторики у Слов'яно-греко-латинській академії.
1774 р. — пострижений в чернецтво з іменем Аполлос.
У квітні 1775 р. — ректор Троїцької семінарії і у 1782—1783 рр. був на посаді намісника Троїцької лаври.
17 грудня 1783 р. — возведений в сан архімандрита Заіконоспаського монастиря та призначений ректором Московської духовної академії.
У грудні 1785 р. викликаний до Санкт-Петербурга, а у 1786 р. - призначений настоятелем Воскресенського Ново-Єрусалимського монастиря.
5 червня 1788 р. — хіротонія в єпископа Орловського та Севського.
26 жовтня 1798 р. переміщений до Архангельської та Холмогорської єпархії.
Був членом Російської академії; написав декілька праць по теорії словесності московської мови, із яких найбільше відома «Правила пиитическия» (вийшло 10 видань з 1774 по 1826 рр.).
Помер 14 травня 1801 р. у Архангельську.